# Església de Sant Andreu de Cracòvia
L'església de Sant Andreu, del segle xi, és l'església més antiga de Cracòvia i és considerada un dels millors exemples de l'estil de romànic polonès. Fou fundada probablement pel Duc Wladyslaw Herman el 1086 per commemorar el naixement del seu fill, Boleslaw Krzywousty. Va ser modificada als segles xii i xiii. El 1316, s'hi va afegir un convent de l'orde de les clarisses, també modificat diverses vegades. Construïda amb pedra calcària blanca, està dominada per dues torres de base quadrada i amb pisos superiors octogonals, rematats per barrets barrocs (1639).
L'interior barroc és majoritàriament del segle xviii, amb decoracions en estuc de Balthasar Fontana, frescos al costat de Dankwart, i un elaborat púlpit de vaixells. Hi ha un tresor amb diverses de les peces més antigues de figures de nadal d'Europa (segle xiv).
Va patir els atacs dels tàtars i va servir de refugi en el moment dels atacs enemics durant la invasió de 1241, però s'ha conservat intacta. Actualment es troba al carrer Grodzka envoltada per un bonic conjunt de cases ricament decorades, però havia estat l'església del centre del llogarret d'Okół que existia des del segle ix, anterior a l'existència del Gran Mercat i del centre de la ciutat tal com avui es coneix. Okół va ser construït a partir d'un plànol en quadrícula, que s'estenia entre la part principal de Cracòvia i el turó de Wawel.